# En eaux troubles (téléfilm)
Pour les articles homonymes, voir En eaux troubles.
En eaux troubles (Desperate Escape) est un téléfilm canadien réalisé par George Mendeluk et diffusé en 2009.

## Synopsis
Amnésique depuis un accident en mer, une femme comprend peu à peu que son compagnon, dont elle n'a aucun souvenir, est probablement un homme dangereux.

## Fiche technique
- Titre original : Desperate Escape
- Scénario : Shane Bitterling, Natalie Kiwi
- Durée : 90 min
- Pays :  Canada

## Distribution
- Elisabeth Röhm (VF : Christiane Jean) : Brooke Harris
- Michael Shanks (VF : William Coryn) : Michael Coleman
- Serinda Swan (VF : Magali Barney) : Melissa
- Donna Yamamoto (VF : Ivana Coppola) : Dr Kaplan
- Françoise Robertson (VF : Vanina Pradier) : l'inspecteur Jean Wagner
- William MacDonald : l'inspecteur Hanson
- Michael Ryan : Docteur Alvarez
- Tammy Hui : l'infirmière
- Michael Jonsson : Reynolds
- Beverly Elliot : Mme Peters
- Robert Clarke : le directeur de la banque
- Kirsten Robek : Courtney

Sources VF : Carton de doublage TMC